# Monte Carlo Masters 2017 - Qualificazioni singolare
Le qualificazioni del singolare del Monte Carlo Masters 2017 sono state un torneo di tennis preliminare per accedere alla fase finale della manifestazione. I vincitori dell'ultimo turno sono entrati di diritto nel tabellone principale. In caso di ritiro di uno o più giocatori aventi diritto a questi sono subentrati i lucky loser, ossia i giocatori che hanno perso nell'ultimo turno ma che avevano una classifica più alta rispetto agli altri partecipanti che avevano comunque perso nel turno finale.

## Teste di serie
1. Adrian Mannarino (qualificato)
2. Jan-Lennard Struff (qualificato)
3. Martin Kližan (qualificato)
4. Carlos Berlocq (qualificato)
5. Damir Džumhur (ultimo turno, Lucky loser)
6. Andrej Kuznecov (qualificato)
7. Michail Kukuškin (primo turno)

1. Pierre-Hugues Herbert (ultimo turno, Lucky loser)
2. Radu Albot (primo turno)
3. Dušan Lajović (primo turno)
4. Michail Južnyj (ultimo turno)
5. Renzo Olivo (qualificato)
6. Yūichi Sugita (ultimo turno)
7. Guillermo García López (qualificato)

## Qualificati
1. Adrian Mannarino
2. Jan-Lennard Struff
3. Martin Kližan
4. Carlos Berlocq

1. Guillermo García López
2. Andrej Kuznecov
3. Renzo Olivo

### Lucky loser
1. Damir Džumhur

1. Pierre-Hugues Herbert

## Tabellone

### Legenda
| - Q = Qualificato - WC = Wild card - LL = Lucky loser | - ALT = Alternate - SE = Special Exempt - PR = Protected Ranking | - w/o = Walkover - r = Ritirato - d = Squalificato |

### Sezione 1
|  | Primo turno | Primo turno      | Primo turno      | Primo turno | Primo turno |  |  | Secondo turno | Secondo turno    | Secondo turno    | Secondo turno | Secondo turno |  |
|  |             |                  |                  |             |             |  |  |               |                  |                  |               |               |  |
|  | 1           | Adrian Mannarino | Adrian Mannarino | 6           | 6           |  |  |               |                  |                  |               |               |  |
|  | WC          | Lucas Catarina   | Lucas Catarina   | 1           | 1           |  |  | 1             | Adrian Mannarino | Adrian Mannarino | 6             | 6             |  |
|  | WC          | Hugo Nys         | 5                | 6           | 1           |  |  | 13            | Yūichi Sugita    | Yūichi Sugita    | 3             | 4             |  |
|  | 13          | Yūichi Sugita    | 7                | 3           | 6           |  |  |               |                  |                  |               |               |  |

### Sezione 2
|  | Primo turno | Primo turno           | Primo turno | Primo turno | Primo turno |  |  | Secondo turno | Secondo turno         | Secondo turno         | Secondo turno | Secondo turno |  |
|  |             |                       |             |             |             |  |  |               |                       |                       |               |               |  |
|  | 2           | Jan-Lennard Struff    | 4           | 6           | 7           |  |  |               |                       |                       |               |               |  |
|  |             | Paul-Henri Mathieu    | 6           | 2           | 63          |  |  | 2             | Jan-Lennard Struff    | Jan-Lennard Struff    | 6             | 6             |  |
|  |             | Marius Copil          | 3           | 6           | 0           |  |  | 8             | Pierre-Hugues Herbert | Pierre-Hugues Herbert | 3             | 2             |  |
|  | 8           | Pierre-Hugues Herbert | 6           | 3           | 6           |  |  |               |                       |                       |               |               |  |

### Sezione 3
|  | Primo turno | Primo turno         | Primo turno | Primo turno | Primo turno |  |  | Secondo turno | Secondo turno       | Secondo turno       | Secondo turno | Secondo turno |  |
|  |             |                     |             |             |             |  |  |               |                     |                     |               |               |  |
|  | 3           | Martin Kližan       | 4           | 7           | 6           |  |  |               |                     |                     |               |               |  |
|  |             | Evgenij Donskoj     | 6           | 65          | 3           |  |  | 3             | Martin Kližan       | Martin Kližan       | 6             | 6             |  |
|  |             | Serhij Stachovs'kyj | 7           | 3           | 6           |  |  |               | Serhij Stachovs'kyj | Serhij Stachovs'kyj | 4             | 1             |  |
|  | 10          | Dušan Lajović       | 6(0)        | 6           | 3           |  |  |               |                     |                     |               |               |  |

### Sezione 4
|  | Primo turno | Primo turno             | Primo turno             | Primo turno | Primo turno |  |  | Secondo turno | Secondo turno           | Secondo turno           | Secondo turno | Secondo turno |  |
|  |             |                         |                         |             |             |  |  |               |                         |                         |               |               |  |
|  | 4           | Carlos Berlocq          | Carlos Berlocq          | 6           | 6           |  |  |               |                         |                         |               |               |  |
|  |             | Andrey Rublev           | Andrey Rublev           | 2           | 3           |  |  | 4             | Carlos Berlocq          | Carlos Berlocq          | 6             | 6             |  |
|  | Alt         | Roberto Carballés Baena | Roberto Carballés Baena | 6           | 6           |  |  |               | Roberto Carballés Baena | Roberto Carballés Baena | 2             | 3             |  |
|  | 9           | Radu Albot              | Radu Albot              | 3           | 3           |  |  |               |                         |                         |               |               |  |

### Sezione 5
|  | Primo turno | Primo turno            | Primo turno            | Primo turno | Primo turno |  |  | Secondo turno | Secondo turno          | Secondo turno | Secondo turno | Secondo turno |  |
|  |             |                        |                        |             |             |  |  |               |                        |               |               |               |  |
|  | 5           | Damir Džumhur          | Damir Džumhur          | 6           | 7           |  |  |               |                        |               |               |               |  |
|  |             | Alessandro Giannessi   | Alessandro Giannessi   | 3           | 5           |  |  | 5             | Damir Džumhur          | 0             | 6             | 5             |  |
|  | WC          | Florent Diep           | Florent Diep           | 3           | 2           |  |  | 14            | Guillermo García López | 6             | 4             | 7             |  |
|  | 14          | Guillermo García López | Guillermo García López | 6           | 6           |  |  |               |                        |               |               |               |  |

### Sezione 6
|  | Primo turno | Primo turno      | Primo turno      | Primo turno | Primo turno |  |  | Secondo turno | Secondo turno   | Secondo turno | Secondo turno | Secondo turno |  |
|  |             |                  |                  |             |             |  |  |               |                 |               |               |               |  |
|  | 6           | Andrej Kuznecov  | Andrej Kuznecov  | 6           | 6           |  |  |               |                 |               |               |               |  |
|  |             | Julien Benneteau | Julien Benneteau | 1           | 3           |  |  | 6             | Andrej Kuznecov | 3             | 7             | 7             |  |
|  |             | Tarō Daniel      | 3                | 6           | 64          |  |  | 11            | Michail Južnyj  | 6             | 62            | 65            |  |
|  | 11          | Michail Južnyj   | 6                | 1           | 7           |  |  |               |                 |               |               |               |  |

### Sezione 7
|  | Primo turno | Primo turno      | Primo turno      | Primo turno | Primo turno |  |  | Secondo turno | Secondo turno  | Secondo turno | Secondo turno | Secondo turno |  |
|  |             |                  |                  |             |             |  |  |               |                |               |               |               |  |
|  | 7           | Michail Kukuškin | Michail Kukuškin | 3           | 2           |  |  |               |                |               |               |               |  |
|  | WC          | Simone Bolelli   | Simone Bolelli   | 6           | 6           |  |  | WC            | Simone Bolelli | 4             | 7             | 2             |  |
|  |             | Jozef Kovalík    | 6                | 3           | 2           |  |  | 12            | Renzo Olivo    | 6             | 65            | 6             |  |
|  | 12          | Renzo Olivo      | 1                | 6           | 6           |  |  |               |                |               |               |               |  |